# Chiasmocleis leucosticta
Espèce
Synonymes
- Engystoma leucosticta Boulenger, 1888
- Nectodactylus spinulosus Miranda-Ribeiro, 1924
- Chiasmocleis urbanae Bokermann, 1952

Statut de conservation UICN

 LC  : Préoccupation mineure
Chiasmocleis leucosticta est une espèce d'amphibiens de la famille des Microhylidae.

## Répartition
Cette espèce est endémique du Brésil. Elle se rencontre dans les États de Santa Catarina et de São Paulo.

## Description
Chiasmocleis leucosticta mesure environ 25 mm. Son dos est brun foncé avec de très petites taches blanches éparses. Ses membres sont marbrés de rose sur leur face externe. Son ventre est blanc avec des taches et marbrures brunes.

## Publications originales
- Bokermann, 1952 : Microhylidae da coleção do Departamento de Zoologia (Amphibia-Anura). Papéis Avulsos do Departamento de Zoologia, vol. 10, p. 271-292.
- Boulenger, 1888 : A List of Batrachians from the Province Santa Catharina, Brazil. Annals and Magazine of Natural History, sér. 6, vol. 1, no 6, p. 415-417 (texte intégral).
- Miranda-Ribeiro, 1924 : De Batrachorum generos specibusque duobus in Collectio Musei Nationalis Servatis. Boletim do Museu Nacional do Rio de Janeiro, vol. 1, p. 255-257.